# Палманова
Палмано̀ва (на италиански: Palmanova; на фриулски: Palme, Палме) е градче и община в Северна Италия, провинция Удине, автономен регион Фриули-Венеция Джулия. Разположено е на 27 m надморска височина. Населението на общината е 5453 души (към 2010 г.).
Палманова е един от най-добре запазените примери на ренесансов укрепен град със звездообразен форт. От 1960 г. той е един от италианските национални паметници.